# Адин Штейнзальц
Адин Штейнзальц (івр. שטיינזלץ עדין; 11 липня 1937, Єрусалим — 7 серпня 2020, там же) — ізраїльський рабин, перекладач Талмуду на сучасний іврит, англійську, російську та іспанську. Лауреат Державної премії Ізраїлю за 1988 рік. Засновник Інституту вивчення юдаїзму ім. А. Штейнзальца.

## Біографія
Народився в 1937 році в Єрусалимі (Підмандатна Палестина). Вивчав математику, фізику і хімію в Єврейському університеті в Єрусалимі на додаток до вивчення Тори. У 1961 році Штейнзальц створив експериментальну середню школу біля Беер-Шеви. Працюючи в цій школі він розробив «новаторську навчальну програму та методику, засновану на врахуванні пізнавальних інтересів учнів, розвитку їх творчого потенціалу та впевненості у своїх можливостях».
У свої 23 він став наймолодшим директором школи в Ізраїлі.
У 1965 році Штейнзальц заснував Ізраїльський інститут талмудичних публікацій і почав свою монументальну роботу над перекладами та коментарями до Талмуду, зокрема переклад на сучасний іврит, англійську, російську та деякі інші мови. Видання Талмуда Штейнзальца включають в себе переклад з арамейської, на якому здебільшого він написаний, і всебічний коментар. Штейнзальц закінчив роботу над своїм івритським виданням Вавилонського Талмуду в листопаді 2010 року. Видання Талмуду Штейнзальца користується популярністю по всьому світу. На даний момент загальний тираж видань різними мовами налічує понад 2 мільйони томів.
Дані видання Талмуда зробили його доступним для вивчення тисячам бажаючих, в той час як раніше він був доступний тільки вузькому колу людей вивчають Тору на серйозному рівні.
Книга Штейнзальца по Кабалі «Троянда про тринадцять пелюстках» вперше була опублікована в 1980 році і видана вже на 8 мовах. В цілому Штейнзальц є автором понад 60 книг і сотень статей на різні теми, включаючи Талмуд, єврейську містику, єврейську філософію, соціологію і філософію.
Штейнзальц відомий як вчитель і духовний наставник безлічі учнів. В Ізраїлі і на території СНД він організував мережу шкіл та інших навчальних закладів. Штейнзальц має ступінь почесного доктора ряду університетів серед яких: Єшива-університет, Університет імені Бен-Гуріона, Університет імені Бар-Ілана, Брандейський університет, Міжнародний Університет Флориди. Крім цього він був головою єшиви (рош-єшива) в єшиват-хесдер поселення Ткоа в Юдеї.